# Nantes (kommun)
Nantes är en kommun i Brasilien.   Den ligger i delstaten São Paulo, i den södra delen av landet, 800 km söder om huvudstaden Brasília. Antalet invånare är 2 707. Arean är 285 kvadratkilometer.
Terrängen i Nantes är huvudsakligen platt.
Trakten runt Nantes består till största delen av jordbruksmark. Runt Nantes är det glesbefolkat, med 13 invånare per kvadratkilometer.